# Český Rixdorf

Erb čtvrti Neukölln

Český Rixdorf (německy Böhmisch-Rixdorf) byla malá osada založena roku 1737 pobělohorskými exulanty, kteří zde na pozvání a s podporou pruského krále Fridricha Viléma I. nalezli útočiště před pronásledováním. Vděční potomci českých exulantů nechali tomuto panovníkovi na své náklady zhotovit v Českém Rixdorfu pomník – autorem tohoto díla je sochař Alfred Reichel (1856–1928).
Později se osada stala součástí Berlína, leží ve čtvrti Neukölln. Český Rixdorf měl ve znaku „husitský“ kalich, který byl převeden do erbu berlínské čtvrti Neukölln.

## Historie

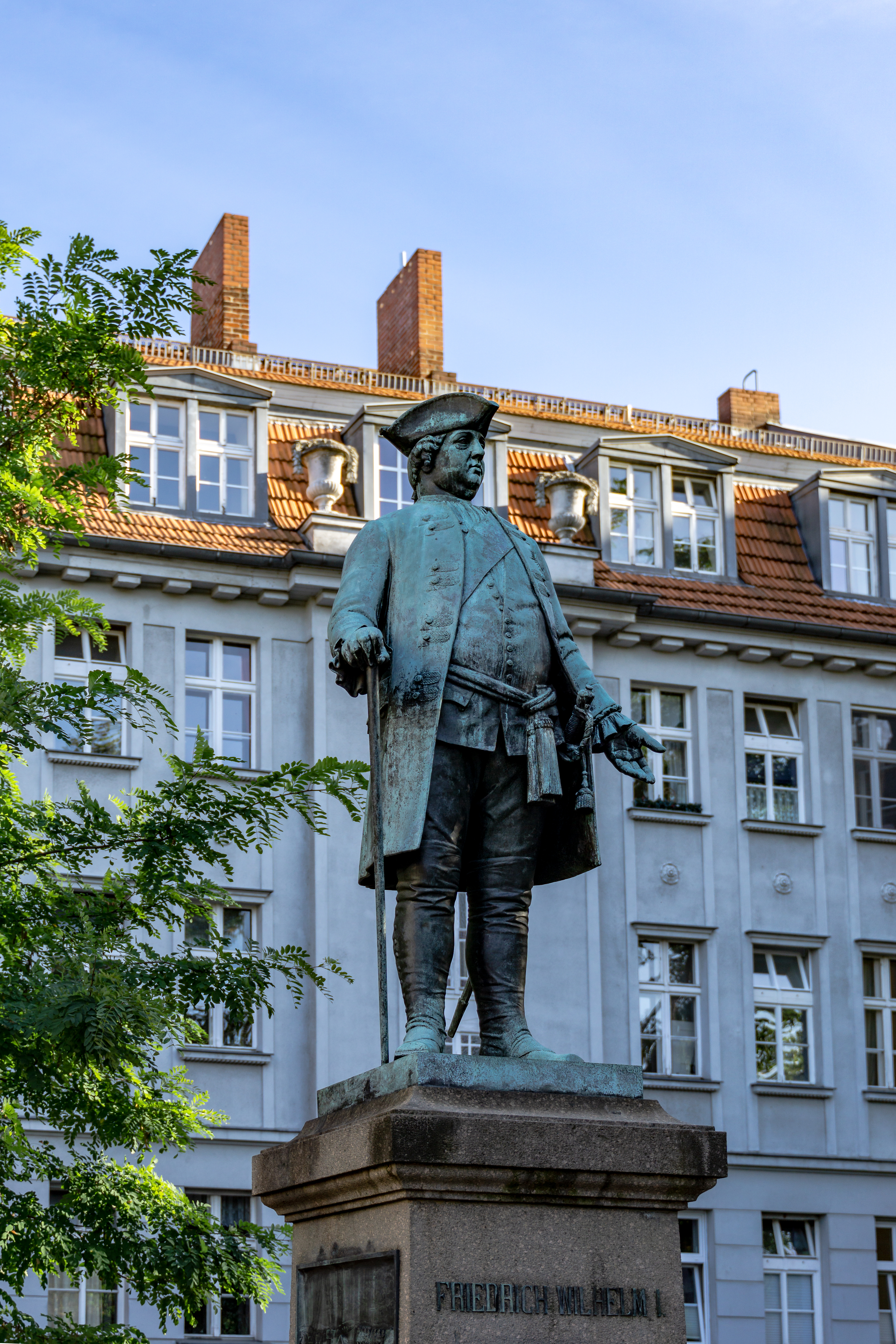
Pruský král Fridrich Vilém I.

Český Rixdorf nebyla první osada, založená českými náboženskými uprchlíky (Žitava, Wespen, Pirna, aj.). V roce 1722 vznikla na panství Mikuláše Ludvíka Zinzendorfa v Horní Lužici osada Herrnhut neboli Ochranov a v pozdějších letech vznikaly osady další (Nowawes, Nízký…).
Od roku 1737 se vyhnanci usídlují na území Rixdorfu, kde již roku 1360 byla založena osada Richardsdorp (česky Richardova ves). Během roku 1737 sem přichází kolem 350 prvních uprchlíků, mezi nimiž byl i Jan Jílek, později výrazná osobnost této komunity. Většina exulantů pocházela ze severovýchodních Čech z obcí Horní a Dolní Čermná. Obec se od tohoto data dělí na Deutsch-Rixdorf (roku 1734 čítá 224 obyvatel) a Böhmisch-Rixdorf, obě části dostávají svou samostatnou správu (až do roku 1874). Usedlíci jsou činni i v zemědělství, zejména však jako řemeslníci.
Usedlíci se chápali jako potomci roku 1457 v Čechách založené Jednoty bratrské. Během krátké doby zde vznikly tři evangelické církve a společenství, existující dodnes. Jsou to:
- evangelická reformovaná církev, dnes „Evangelisch-reformierte Bethlehemsgemeinde“
- evangelická česko-luteránská církev, dnes „Evangelisch-böhmisch-lutherische Bethlehemsgemeinde“
- obnovená česko-moravská jednota bratrská, také církev česko-moravských unitářů, dnes „Evangelische (Herrnhuter) Brüdergemeinde“, založená již roku 1727 v Ochranově hrabětem Zinzendorfem

## Obyvatelstvo

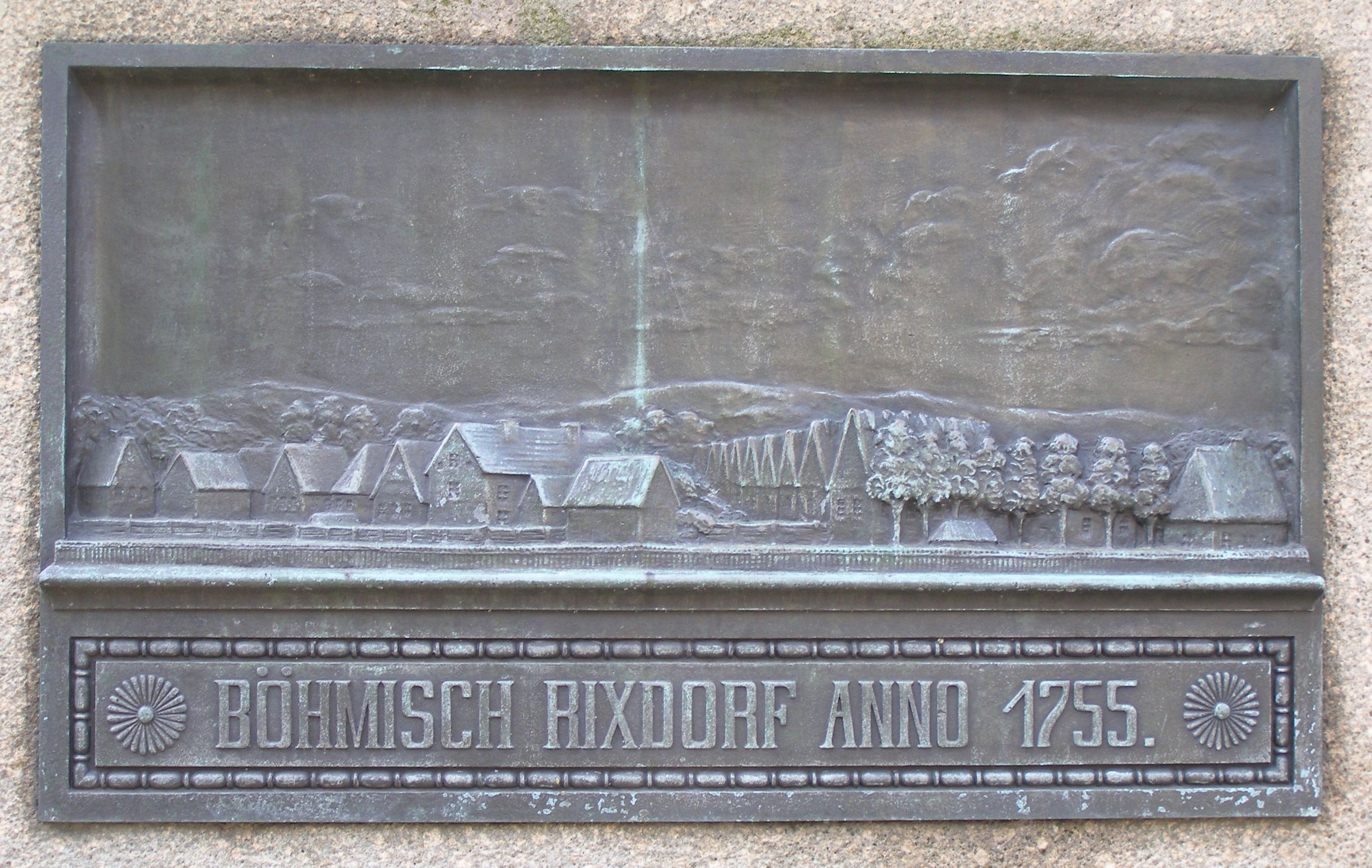
Pamětní deska v Českém Rixdorfu

Vystěhovalci používali dlouhou dobu svůj mateřský jazyk – češtinu. Jak farní zápisy, tak např. i náhrobní kameny na českém hřbitově byly zprvu české, farní zápisy byly od roku 1798 vedeny v němčině, náhrobní kameny na hřbitově v letech 1780 až 1820 byly dvojjazyčné, poté pak jen německy. Česká jména měly i některé uličky, nejdéle se udržela Mala ulicka do roku 1909, kdy byla přejmenována na Kirchgasse.
O tom jak dlouhou dobu vystěhovalci hovořili česky, se názory poněkud rozcházejí. Lze vycházet z toho, že poslední (lámaně) česky hovořící potomci exulantů zemřeli přibližně v sedmdesátých letech 20. století.

## Pamětihodnosti
Roku 1849 postihl osadu velký požár, který zničil většinu stavení, která byla však obratem znovu postavena – jak o tom svědčí dodnes nápisy na některých domech. Při obnově nebyla původní architektura vždy zachována, s výjimkou domu Richardstraße 80 (dnes sídlo společnosti Komenského – Deutsche Comenius-Gesellschaft e.V.), která je původní
K nejlépe zachovalým historickým budovám areálu patří dnes původně školní budova v Kirchgasse 5. Slavnostní otevření se uskutečnilo 14. listopadu 1753, školní výuka se konala až do roku 1909. Na průčelním štítu je zřetelně viditelný kalich, který má upomínat nejen na původ budovy, ale i na skutečnost, že v letech 1754 až 1761 se zde nacházel první modlitební sál společenství. Ve dvou místnostech budovy se dnes nachází malé muzeum. Jedná se o nejstarší zachovanou školní budovu v berlínské čtvrti Neukölln.
Český hřbitov: pro na tehdejší dobu velký počet úmrtí (136 osob mezi lety 1737 a 1751) vznikl mezi dnešním náměstím Karl-Marx-Platz a ulicí Kirchhofstraße roku 1751 hřbitov pro českou osadu, dodnes zvaný Der Böhmische Gottesacker. Hřbitov byl a je užívaný všemi třemi církevními společenstvími; jedná se o druhý nejstarší dodnes používaný hřbitov v Berlíně. Zde byl, jeden rok před vydáním Tolerančního patentu, pohřben i Jan Jílek.
Betlémský kostel (německy Bethlehemskirche), obecně zvaný Rixdorfský vesnický kostel (Rixdorfer Dorfkirche), nacházející se na náměstí Richardplatz, pochází původně z roku 1481, byl v 16. století zničen velkým požárem (zbyly pouze zdi stavení). Po roce 1737 byl znovu vybudován a je dodnes užíván reformovanými luterány. Bohoslužby, které konají jen jednou až dvakrát v měsíci, jsou drženy v němčině, dodržují však starou liturgii.
Církevní společenství je činné v sociální oblasti, podílí se na tradičním každoročním (tzv. českém) vánočním trhu; kostel je znám svou výbornou akustikou a pořádají se zde koncerty.

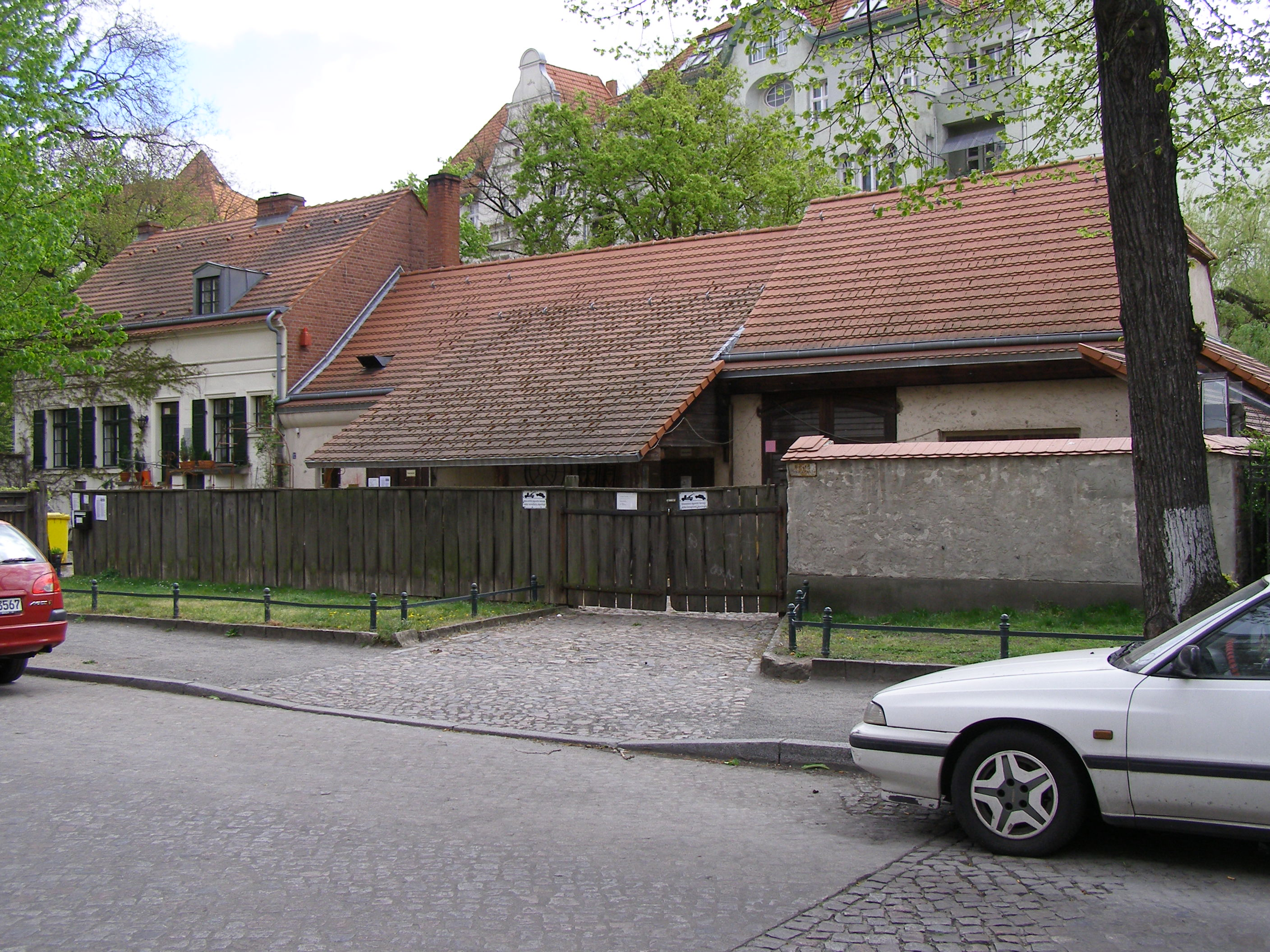
Rixdorfská kovárna

Rixdorfská kovárna (Rixdorfer Schmiede), ležící uprostřed náměstí Richardplatz, první zmínka z roku 1624, patřila zprvu jednomu berlínskému kováři, který sem jednou týdně jezdil – berlínský kovářský cech se obával konkurence. Od roku 1797 se zde však usadil místní kovář, jehož rodina a potomci zde pracovali přes 150 let.
Kovárna pracuje dodnes, i když převážně v umělecké a renovační oblasti (a ve výrobě nožů), v místnostech se nachází i místní Ženský rixdorfský klub (Rixdorfer Frauentreffpunkt). I kovárna se účastní tradičních vánočních trhů.
Comenius-Garten, Zahrada Komenského, založena na památku Jana Amose Komenského, není historickou památkou ve vlastním slova smyslu: založena byla 11. června 1995 za účasti primátorů Berlína a Prahy na pozemku o 7000 m²; návrh vycházel z pedagogických a filozofických představ Komenského a znázorňuje symbolicky činnost a dějiny Českého Rixdorfu a potomků vystěhovalců 18. století; má symbolicky přispět porozumění mezi Čechy a Němci – při otevření zahrady byla podepsána současně i smlouva o partnerských městech Praha a Berlín.

## Současnost

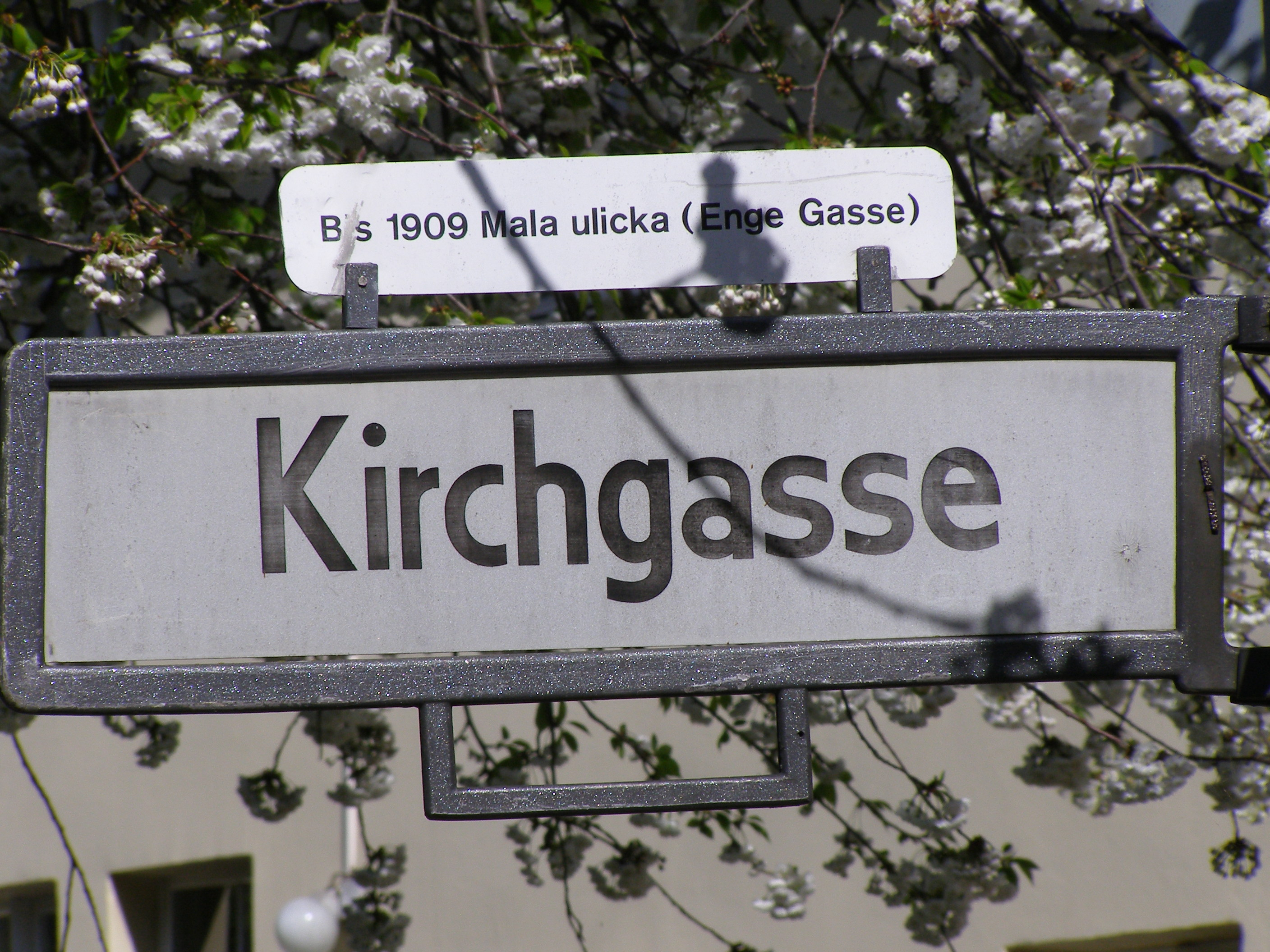
Poukaz na dřívější jméno ulice

Obec Český Rixdorf (Böhmisch-Rixdorf) byla roku 1874 spojena s obcí Deutsch-Rixdorf, vznikl tak spojený Rixdorf, který byl roku 1912 přejmenován (spolu s přilehlými obcemi) na Neukölln, roku 1920 pak v rámci nového administrativního dělení se tento stal částí tzv. Velkého Berlína (Groß-Berlin), dnes je jedním z berlínských obvodů.